# 天体観測 (曲)
『天体観測』（てんたいかんそく）は、2001年3月14日にトイズファクトリーから発売されたBUMP OF CHICKENの3枚目のシングル。

## 概要
表題曲の「天体観測」は関西テレビ・フジテレビ系ドラマ『天体観測』挿入歌となっており、2013年にはdocomo「dヒッツ」のCMソングに起用された。
シングルでは自身最大の売り上げを記録しており、MV、ストリーミング共に累計再生回数が1億回を突破している。また、2019年に発表された「JOYSOUND 平成カラオケランキング」では、表題曲の「天体観測」が総合8位にランクインした。
2021年12月31日にNHKで放送された『第72回NHK紅白歌合戦』にて、「なないろ」とともに「天体観測」が披露された。

## 収録内容
| #  | タイトル               | 作詞・作曲 | 編曲            | 時間 |
| -- | ---------------------- | ---------- | --------------- | ---- |
| 1. | 「天体観測」           | 藤原基央   | BUMP OF CHICKEN | 4:24 |
| 2. | 「バイバイサンキュー」 | 藤原基央   | BUMP OF CHICKEN | 5:01 |

3曲目から20曲目までは24秒程度の無音トラックが収録されており、21曲目に隠しトラックの楽曲が収録されている。

## 収録作品
| 発売日         | タイトル                                                            | 規格品番                                    |
| -------------- | ------------------------------------------------------------------- | ------------------------------------------- |
| 2002年02月20日 | オリジナルアルバム『jupiter』（#1）                                 | TFCC-86101                                  |
| 2002年12月18日 | DVD『jupiter』（#1）                                                | TFBQ-18029                                  |
| 2004年12月08日 | 『802 HEAVY ROTATIONS ～J-HITS COMPLETE '99-'01』（#1）             | VICL-61540                                  |
| 2008年6月18日  | カップリングアルバム『present from you』（#2）                      | TFCC-86257                                  |
| 2013年03月06日 | DVD/BD『BUMP OF CHICKEN GOLD GLIDER TOUR 2012』（#1）               | TFBQ-18135 TFBQ-18136 TFXQ-78108 TFXQ-78109 |
| 2013年07月03日 | ベストアルバム『BUMP OF CHICKEN I ＜1999-2004＞』（#1）             | TFCC-86455                                  |
| 2015年02月04日 | DVD/BD『BUMP OF CHICKEN WILLPOLIS 2014』（#1）                      | TFBQ-18163 TFBQ-18164 TFXQ-78117 TFXQ-78118 |
| 2020年11月04日 | DVD/BD『BUMP OF CHICKEN TOUR 2019 aurora ark TOKYO DOME』（#1, #2） | TFXQ-78188 TFBQ-18232 TFBQ-18233            |

### カバー
| 発売日         | タイトル                                                                        |
| -------------- | ------------------------------------------------------------------------------- |
| 2001年11月07日 | 『GUITAR FREAKS 6th MIX&drummania 5th MIX Soundtracks』（#1）                   |
| 2014年2月18日  | GHOST COMPANY『LOUD EATS J-POP』                                                |
| 2014年6月4日   | Sotte Bosse『Beautiful Life』                                                   |
| 2015年1月7日   | 夏代孝明『フィルライト』                                                        |
| 2015年3月11日  | this is not a business『THIS IS NOT A BUSINESS』                                |
| 2020年3月25日  | H ZETTRIO『SPEED MUSIC ソクドノオンガク vol. 1』                                |
| 2020年12月2日  | 名渡山遼『#眠れるウクレレ』                                                     |
| 2021年4月21日  | Crystal Kay『I SING』                                                           |
| 2022年7月13日  | 高木さん（高橋李依）『「からかい上手の高木さん3&劇場版」Cover Song Collection』 |
| 2022年7月13日  | 高木さん（高橋李依）『からかい上手の高木さん3&劇場版 Memorial Box』             |

### 「天体観測」が収録された音楽シミュレーションゲーム
- 太鼓の達人（バンダイナムコエンターテインメント） - アーケード版『6』より登場[23]。家庭用はPS2版『太鼓の達人 あつまれ！祭りだ！！四代目』[24]、ニンテンドーDS版『めっちゃ！太鼓の達人DS 7つの島の大冒険』[25]、Wii版『太鼓の達人Wii ドドーンと2代目！』[26]、PSP版『太鼓の達人ぽ〜たぶるDX』に収録[27]。
- シンクロニカ（バンダイナムコエンターテインメント）[28]
- 大合奏!バンドブラザーズ（任天堂） - 『追加カートリッジ』に収録[29]。
- バンドリ! ガールズバンドパーティ!（Craft Egg） - ボーカルは戸山香澄（愛美）と美竹蘭（佐倉綾音）[30]。

## 天体観測（2022 Rerecording Version）
「天体観測(2022 Rerecording Version)」はBUMP OF CHICKENの曲。Apple Music限定で2022年3月25日にリリースされ、同年12月7日に各音楽配信サービスにて配信限定リリースされた。
2022年3月25日からApple MusicのCMに、同年12月1日からはSUBARU「クロストレック」のCMソングとして起用された。
2023年3月20日にはTOHO animation 10周年プロジェクト「TOHO animation ミュージックフィルムズ」の第1弾として、2022年に再録されたバージョンが起用されたショートフィルム『天体観測』が公開された。